# Bojonegara (Tambakdahan)
Bojonegara is een bestuurslaag in het regentschap Subang van de provincie West-Java, Indonesië. Bojonegara telt 4466 inwoners (volkstelling 2010).